# Association brésilienne des sceptiques et rationalistes
L'Association brésilienne des sceptiques et rationalistes, en portugais Sociedade Brasileira de Céticos e Racionalistas est une association brésilienne qui vise à promouvoir le scepticisme rationnel et le rationalisme.
L'association fut fondée en 2001 par le Dr Renato Marcos Endrizzi Sabbatini, célèbre professeur à l'université publiant des articles scientifiques dans la presse. En 2013, l'association compte plus de 300 membres actifs.
Le site web de l'association regroupe des écrits sur les pseudosciences et le scepticisme, ces derniers étant issus du Dr. Sabatini et d'autres membres de l'association, et dispose d'un forum de discussion.